# پرستوی شیلی
پرستوی شیلی (نام علمی: Tachycineta meyeni) نام یک گونه از سرده پرستوهای تندروپر است.